# Jean-Gunnar Lindgren
Jean-Gunnar Lindgren, född 18 september 1905, död 23 februari 1983, var en svensk idrottsman (långdistanslöpare). Han tävlade för Falu IK, IFK Falun 19??-1928 IFK Borås 1929-1930, 1932-34, 1937-40, IK Mode 1931 & 1941, Linköpings AIK 1935 och IFK Eskilstuna 1936.
Jean-Gunnar Lindgren deltog i Olympiska Spelen 1928 & 1932. På 3 000 meter hinder 1928 tog det stopp redan i försöken men i Lindgrens tre övriga olympiska lopp visade han att han under de här åren var en av världens absolut främsta löpare. Hans tre övriga mästerskapsresultat på 5 000 meter & 10 000 meter är alla på poängplats, dock blev det aldrig någon olympisk medalj för Lindgren. Vid OS i Amsterdam 1928 blev det på 10 000 meter en 4:e plats efter trion Nurmi - Ritola - Wide. Vid OS i Los Angeles 1932 blev det på 5 000 meter en 5:e plats och på 10 000 meter en 6:e plats. Till de nästkommande stora mästerskapen, Europamästerskapen i Turin 1934 (det första EM:et i fri idrott) och OS i Berlin 1936, kom aldrig Lindgren trots att han 1934 vann SM på både 5 000 meter och 10 000 meter på tider som räckt till bronsmedaljerna på båda sträckorna vid EM samt vann han SM-guldet på 10 000 meter 1936.  
Lindgren vann totalt 20 SM-guld varav 5 i lag på sträckorna 5 000 meter, 10 000 meter, terräng & stafett 4 x 1 500 meter.
Han blev Stor Grabb nr 70 inom Svensk Fri idrott. 